# Вицеро (Болоња)
Вицеро (итал. Vizzero) је насеље у Италији у округу Болоња, региону Емилија-Ромања.
Према процени из 2011. у насељу је живело 21 становника. Насеље се налази на надморској висини од 805 м.